# ジャン＝ピエール・ファイユ
ジャン＝ピエール・ファイユ（Jean-Pierre Faye、1925年7月19日 - ）は、フランスの小説家、詩人、哲学者、随筆家、劇作家、大学教員。1964年に小説『水門』でルノードー賞を受賞。フィリップ・ソレルスらによって1960年に創刊された前衛文学雑誌『テル・ケル』の編集委員を務めたが、ソレルスと意見が対立して辞任し、1968年に前衛文学・哲学・政治雑誌『シャンジュ』を創刊。同年の五月革命において作家同盟を結成し、プラハの春で重要な役割を担ったチェコスロバキア作家同盟を支援した。1983年にはジャック・デリダらとともに高等教育制度から独立した開かれた哲学のための国際哲学コレージュを創設した。

## 生涯

### 背景・教育
ジャン＝ピエール・ファイユは1925年7月19日、パリ6区に生まれた。父ジャン・ファイユはノール県勤務の鉱山局の技師で、第一次大戦のヴェルダンの戦いで負傷。母ルネも看護婦として従軍した。
16区の名門リセ・ジャンソン＝ド＝サイイの準備級に進み、1947年にソルボンヌ大学で法学、経済学および哲学の学士号を取得した。哲学者ガストン・バシュラールに師事し、翌1948年に哲学の高等研究学位を取得。人類博物館の民族誌学研究所で人類学者・民族学者のクロード・レヴィ＝ストロース、アンドレ・ルロワ＝グーランに師事し、1950年に哲学の大学教授資格を取得した。

### 研究
北東部ランスのリセで4年間教鞭を執った後、1954年から55年までシカゴ大学の客員研究員を務め、帰国後、リール大学哲学科の助手に就任。翌1956年からソルボンヌ大学で教鞭を執った後、1960年から国立科学研究所の研究員、1983年から研究主任を務めた。
10年以上にわたって政治学・政治社会学の観点から言説・語りの問題を検討し、1972年に博士論文「全体主義の言説」を提出した。これは1920年代・30年代のイタリア、ドイツにおけるファシズム、ナチズム、反ユダヤ主義の言説の分析である。大きな反響を呼んだ本書は、25年後に再刊・再評価され、以後も版を重ねている。
1983年にはジャック・デリダ、フランソワ・シャトレ、ドミニック・ルクールとともに、高等教育制度から独立した開かれた哲学のための国際哲学コレージュを創設した。だが、コレージュの哲学者がハイデガー哲学の影響を強く受けていると感じた彼は、1986年に脱会して欧州研究大学を設立。独自の観点からあらためてハイデガー、ニーチェ、カール・シュミットらドイツの思想家やナチズム、反ユダヤ主義のイデオロギーの研究に専念した（著書参照）。

### 作家活動・政治活動

#### アルジェリア独立戦争
1955年の米国からの帰国後にフランス社会党（労働インターナショナル・フランス支部、SFIO）に入党。同年のマンデス＝フランス内閣総辞職後も彼こそがアルジェリア独立戦争を終結させることができると期待したからであったが、翌1956年に成立したギー・モレ政権のアルジェリア政策に反対して離党。1960年の統一社会党の結成に参加し、以後数年にわたって、一党員として活動に参加。アルジェリア戦争中は人民救済会（Secours populaire français）の会員として、パリおよび郊外の貧民街に住むアルジェリア人家族を訪問・支援した。また、1970年代までフランス共産党の活動にも関わっていたが、入党はしなかった。

#### 六芒星
1954年から最初の小説の執筆に取りかかり、1958年から1970年までの間に実験的な前衛小説6作をいずれもスイユ出版社から発表した。この六部作はパスカルの定理の六芒星（神秘の六角形）に因んで「六芒星」と名付けられ、うち、1964年発表の『水門』は同年のルノードー賞を受賞した。
これと並行して詩や戯曲も制作し、処女詩集『逆流する河』を1959年に発表した。最初の戯曲『人間と石』はロジェ・ブランによりオデオン座で上演された。さらに、ドイツ、チェコスロバキア、英語圏の作家の作品のフランス語訳も行い、1965年に最初の翻訳書としてヘルダーリンの詩集、1979年にはヤロスラフ・サイフェルトの詩集を出版した（著書参照）。

#### テル・ケル誌
1960年にフィリップ・ソレルスらの若手作家によって前衛文学雑誌『テル・ケル』（季刊誌）および叢書が創刊された（スイユ社刊）。編集委員はソレルス、ジャン＝ルネ・ユグナン、ジャン＝エデルン・アリエであったが、翌1961年に『公園』 によりメディシス賞を受賞したソレルスが、以後主導的な役割を担い、1962年に彼を編集長とする新しい編集委員会が結成された。ファイユはこのときにソレルスに誘われて、マルスラン・プレネ、ジャクリーヌ・リセ、ジャン・リカルドゥー、ドゥニ・ロッシュ、ジャン・チボードーとともに編集委員として参加した（まもなく、ジュリア・クリステヴァも参加）。同誌は当初、共産党を支持していたが、中国の文化大革命をめぐって意見が対立し、ソレルスらは共産党を批判し、毛沢東主義を支持した。実際、五月革命（Mai 68）の前年の1967年にはパリで『毛主席語録』が売り切れるほどであったが、早くからソレルスと意見が対立していたファイユは、1967年に編集委員を辞任し、翌1968年に雑誌『シャンジュ（変化）』を創設した。

#### シャンジュ誌
『シャンジュ』誌の主な寄稿者はジャン＝クロード・モンテル、ジャン・パリ、モーリス・ロッシュ、ジャック・ルーボーらで、国外からもノーム・チョムスキー、ロマーン・ヤーコブソンらの参加を得た。本誌は1971年までスイユ社から、翌年から終刊となる1983年まではセゲルス出版社（ロベール・ラフォン出版社の一部門）から計42号刊行された。創刊号にはファイユ、ロッシュ、パリの論文のほか、ジェイムズ・ジョイスの『フィネガンズ・ウェイク』の第1章、ソ連の映画監督セルゲイ・エイゼンシュテインのモンタージュ理論と「モンタージュの逆説と『真実』の表象」と題するルイ・アルチュセールの論文、ノーム・チョムスキーの言語理論、ジャック・ルーボーの『新古今和歌集』に関する論文などが掲載された。各号のテーマとして、19-20世紀のギリシャの詩人、狂気、精神医学、反精神医学、共産主義、抑圧、暴力、プラハの春、構造主義、脱構築、未来派、エクリチュール、伝統、翻訳の問題、ラテンアメリカといった文学理論、言語理論、詩論、哲学、政治思想・運動を中心とする問題を取り上げ、また、チュヴァシ共和国の詩人ゲンナジイ・アイギ、米国の詩人ジャック・スパイサー（1975年にファイユによるフランス語訳刊行）、ハイチ生まれの詩人ルネ・ドゥペストルらの新しい作家のほか、各テーマにおいて重要な作家としてロシア未来派の詩人ウラジーミル・マヤコフスキーの作品、ユーリイ・トゥイニャーノフの文学理論、ピエール・クロソウスキーのニーチェ論、ジョルジュ・バタイユのテクストなどが掲載された。

#### 五月革命 - 作家同盟
『シャンジュ』誌の創刊以来、ファイユにとって文学、哲学は政治活動と分かち難いものとなり、1968年にハバナ（キューバ）とソ連を訪れ、帰国後の5月18日、ソルボンヌ大学の学生・作家行動委員会（CAEE）の結成に参加した。大学の運営、ひいては学問における権威主義的な体制・秩序に抗議する五月革命（Mai 68）の学生運動の一環として結成されたこの委員会には、ファイユのほか、作家・文芸評論家のモーリス・ナドー、ヌーヴォー・ロマンの作家ナタリー・サロート、社会党の文化活動を主導した作家ベルナール・パンゴー、前衛作家のモーリス・ブランショやルイ＝ルネ・デ・フォレ、チェコスロバキアでプラハの春を取材していた作家・文芸評論家のクロード・ロワ、人類学・社会学研究に基づく文化論を著したジャン・デュヴィニョーら約60人の作家が参加した。
さらに3日後の5月21日にはバルザック、ユーゴー、アレクサンドル・デュマ、ジョルジュ・サンドによって1838年に創設された権威ある文学者協会の拠点「マッサ邸（Hôtel de Massa）」（パリ14区）を占拠し、「文壇の既存秩序に異議を唱える」ために、サロート、同じくヌーヴォー・ロマンの作家ミシェル・ビュトール、作家・芸術評論家のアラン・ジュフロワとともに作家同盟（Union des Écrivains）を結成した。作家同盟の主な参加者は『シャンジュ』誌と共産党系の『アクシオン・ポエティック（詩的行動）』誌の寄稿者であり、社会改革における作家の役割を問う政治的色彩の濃い組織であったため、学生・作家行動委員会はこれに真っ向から反対した。だが、作家同盟は同年のプラハの春における政府による文学活動の統制を批判したミラン・クンデラらチェコスロバキア作家同盟を支援し、約200人の参加を得て、以後、工場労働者や労働運動の支援、社会保障に関する法律（1977年）に基づく作家の社会的地位の向上に関する提案、国際討論会を主催するなど積極的な活動を展開し、作家協会連絡委員会、次いで1979年に作家常任委員会（Conseil permanent des écrivains）が結成されることになった。この委員会には現在、文学者、芸術家による17の協会や労働組合が参加している。
ファイユの『シャンジュ』誌は1983年、ソレルスの『テル・ケル』誌は1982年にそれぞれ終刊となった。この間、両者はいずれも文学・文学理論、哲学、政治の前衛雑誌として激しく対立していた。いずれも創刊時にはスイユ社から刊行されたが、『シャンジュ』誌は1971年からセゲルス社から刊行された後に終刊。『テル・ケル』誌の編集部は同誌終刊後に後続誌『ランフィニ』誌を創刊し、ドノエル出版社から刊行。現在もガリマール出版社から刊行しているが、こうした傾向は、「前衛時代の終焉」を告げるものとされた。「前衛」についてソレルスは、その「誤り」はロシア革命に起源を発する「巨大な幻想と欺瞞性」によるものであったとし、真の前衛とは（運動や共同制作ではなく）その特殊性・単独性にあるという。
一方、『シャンジュ』誌の最終号は世界の芸術家の連携活動「ポリフォニックス」の特集号であり、ファイユは、権力から離れた芸術家の周辺性、ノマド性とそれによって可能になる自由な交流を重視するこの運動を支援し続けている。
ジャン＝ピエール・ファイユは、1983年に芸術文化勲章コマンドゥール章、1993年にレジオンドヌール勲章シュヴァリエ章を受章した。

## 著書
初版の出版年のみ示す。

### 小説
- L'Hexagramme (「六芒星」- 六部作)
- Entre les rues (街々のあいだで), Seuil, 1958
- La Cassure (断層), Seuil, 1961
- Battement (脈動), Seuil, 1962
- Analogues (類似), Seuil, 1964
- L'Écluse (水門), Seuil, 1964
- Les Troyens (トロワの人々), Seuil, 1970
- Inferno, versions (地獄篇 - 異本), Seghers /Laffont, 1973
- L’Ovale (détail) (卵形 (細部)), Robert Laffont, 1973
- Les Portes des villes du monde (世界の諸都市の門), Belfond, 1977
- Yumi, visage caméra (Yumi - カメラの顔), Lieu commun, 1983
- La Grande Nap (大ナップ星), Balland, 1992.
- Didjla, le Tigre (虎ディジュラ), Balland, 1994
- La bataille de Léda (レダの戦い), Paris, Hermann, 2008

### 詩集
- Fleuve renversé (逆流する河), GLM, 1959
- Couleurs pliées (畳まれた旗), Gallimard, 1965
- Verres (グラス), Seghers/Laffont, 1977
- Sacripant furieux (怒り狂ったならず者), Change errant, 1980
- Syeeda (スピーダ), Shakespeare & Company, 1980
- Le livre de Lioube (リューブの書), Fourbis, 1992 (ジェラール・ティテュス・カルメル（フランス語版）挿絵)
- Guerre trouvée (戦争の面影), Al Dante, 1995
- Ode Europe (頌歌・欧州), Imprimerie nationale, 1992
- Le livre du vrai. Événement violence (真実の書 - 事件・暴力), L’Harmattan 1999
- Herbe hors d’elle (草の外の草), Rémy Maure 2006
- Désert fleuve respirés (息づく沙漠・河), L’Ariane, 2005 (アルマン挿絵)
- Éclat rançon (爆発・身代金), La Différence, 2007

### 評論・随筆
- Introduction à Épicure (エピクロス入門), Hermann, 1965
- Le récit hunique (フン族の物語), Seuil, 1967
- Langages totalitaires (全体主義の言説), Hermann, 1972
- Introduction aux langages totalitaires (全体主義の言説入門), 1972
- La critique du langage et son économie (言説・言説経済批判), Galilée, 1973
- Migrations du récit sur le peuple juif (ユダヤ民族に関する語りの移動), Belfond, 1974
- Prague, la révolution des conseils ouvriers 1968-1969 (プラハ - 労働者評議会の革命 1968-1969), Seghers/Laffont, 1977 (共著)
- Dictionnaire politique portatif (ポータブル政治事典), Gallimard, Collection « Idées », 1982
- La raison narrative (語る理由), Balland, Collection « Metaphora », 1990
- L’Europe une. Les philosophes et l’Europe (欧州1つ - 欧州の哲学者), Gallimard, Collection « Arcades », 1992
- La déraison antisémite et son langage (反ユダヤ主義の非常識とその言説), Actes Sud, Collection « Babel », 1993 (共著)
- Le piège. La philosophie heideggerienne et le nazisme (罠 - ハイデガー哲学とナチズム), Balland, 1994
- La frontière. Sarajevo dans l’archipel (列島のサラエヴォ), Actes Sud, 1995
- Le langage meurtrier (殺戮の言説), Hermann, 1996
- Le siècle des idéologies (イデオロギーの世紀), Armand Colin 1996
- Qu’est-ce que la philosophie ? (哲学とは何か), Armand Colin, 1997
- Le vrai Nietzsche : guerre à la guerre (真のニーチェ - 戦争に対する宣戦布告), Hermann, 1998
- Dialogue et court traité sur le transformat (トランスフォルマに関する対話と概略), Al Dante 2000
- Nietzsche et Salomé. La philosophie dangereuse (ニーチェとザロメ - 危険な哲学), Grasset, 2000
- Journal du voyage absolu (絶対紀行), Hermann, 2003
- La philosophie désormais (以後の哲学), Armand Colin, 2003
- Voies nouvelles de la philosophie. Philosophie du transformat (哲学の新しい道 - トランスフォルマの哲学), Hermann, 2008
- L’histoire cachée du nihilisme (ニヒリズムの隠れた歴史), La Fabrique 2008 (共著)
- La crise, la bulle et l’avenir, suivi de La plus grande tragédie philosophique et la crise (危機・バブル・未来、哲学の最大の悲劇と危機), Hermann, 2010.
- L'expérience narrative et ses transformations (語りの実験とその変貌), Hermann, 2010.
- Paul de Tarse et les Juifs (タルソスのパウロとユダヤ人), Germina, Collection « Cercle de philosophie », 2012
- Lettre sur Derrida (デリダに関する手紙), Germina, Collection « Cercle de philosophie », 2013
- L'État total selon Carl Schmitt (カール・シュミットの全体国家), Collection « Cercle de philosophie », 2013

### 戯曲
- Théâtre. Hommes et pierres, Latvia, Vitrine, Centre (劇場 - 人間と石、ラトビア、ショーウィンドー、センター), Seuil, 1964
- Iskra, suivi de Cirque (イスクラ、サーカス), Seghers/Laffont, 1973
- Les Grandes Journées du Père Duchesne (デュシェーヌ親父の強行軍), Seghers/Laffont, 1981
- La Fête de l’Ane de Zarathustra (ツァラトゥストラのロバの祭り), L’Harmattan, 2009

### 翻訳
- Hölderlin, Douze poèmes (ヘルダーリン - 詩12篇), G L M, 1965
- Jack Spicer, Langage (ジャック・スパイサー - 言説), Seghers/ Laffont, 1975
- Jaroslav Seifert, Sonnets de Prague (ヤロスラフ・サイフェルト - プラハのソネット), Change errant, 1979
- Jerome Rothenberg, Poèmes pour le jeu du silence (ジェローム・ローゼンバーグ（英語版） - 沈黙のゲームのための詩), Christian Bourgois, 1978
- Vasko Popa, La tour des crânes (ヴァスコ・ポパ（フランス語版） - 頭蓋骨の塔), Migrations littéraires, 1989

### 共著の邦訳
- 『新しい小説・新しい詩』竹内書店、1969年 -『テル・ケル』誌第17号「新しい文学」特集（1964年）の全訳 - ジャン＝ピエール・ファイユ「新しいアナロジー」、ミシェル・フーコー、フィリップ・ソレルスらによる討論「小説について」、マルスラン・プレネ（フランス語版）「逆の思考」、フーコー、ソレルスらによる討論「詩について」
- 『文学は何ができるか』平井啓之訳、弘文堂、1966年 -『クラルテ（フランス語版）』紙主催による、シモーヌ・ド・ボーヴォワール、イヴ・ベルジェ（フランス語版）、ジャン＝ピエール・ファイユ、ジャン・リカルドゥー、ジャン＝ポール・サルトル、ホルヘ・センプルンの6人の討論の記録の翻訳、イヴ・ビュアン（フランス語版）による緒言
  - (原著) Que peut la littérature ? - Interventions de Simone de Beauvoir, Yves Berger, Jean-Pierre Faye, Jean Ricardou, Jean-Paul Sartre, Jorge Semprun, Union générale d'éditions, 1965
- 「世界の作家に問う・核状況下における文学者の態度〈海外アンケート特集〉」『すばる』第5巻第7号、集英社、1983年、41頁